# Urcerey
Urcerey is een gemeente in het Franse departement Territoire de Belfort (regio Bourgogne-Franche-Comté) en telt 244 inwoners (1999). De plaats maakt deel uit van het arrondissement Belfort.

## Geografie
De oppervlakte van Urcerey bedraagt 3,4 km², de bevolkingsdichtheid is 71,8 inwoners per km².
De onderstaande kaart toont de ligging van Urcerey met de belangrijkste infrastructuur en aangrenzende gemeenten.

## Demografie
Onderstaande figuur toont het verloop van het inwonertal (bron: INSEE-tellingen).